# Pagament sense contacte
Un sistema de pagament sense contacte, o contactless, és aquell que permet pagar una compra mitjançant tecnologies d'identificació per radiofreqüència incorporades a targetes de crèdit o dèbit, clauers, targetes intel·ligents, telèfons mòbils o altres dispositius.
El xip i l'antena incorporats permeten als consumidors pagar una transacció apropant el dispositiu a un lector del terminal punt de venda, de tal manera que no cal llegir el dispositiu de forma física a través d'una ranura de lectura.
Sota el paraigua dels pagaments sense contacte, la EMV (Europay Mastercard Visa) ha autoritzat com a tecnologies majoritàries la identificació per radiofreqüència -habitualment anunciat com  contactless  en targetes i datàfons - i la tecnologia NFC. Dins d'aquest estàndard, i amb l'objectiu d'afavorir el seu ús, s'han definit taxes d'intercanvi específiques per a aquests mitjans de pagament i s'ha eliminat l'obligatorietat de validar el codi PIN en pagaments d'import inferior a 20 €.
Alguns proveïdors afirmen que les transaccions poden ser gairebé dues vegades més ràpid que una caixa convencional, el crèdit, targeta de dèbit o de compra. A més, certes investigacions indiquen que els consumidors tendeixen a gastar més diners a causa de la facilitat de les petites transaccions. Mastercard Canadà afirma que ha registrat "un 25%" d'augment de la despesa pels usuaris de la seva marca PayPass targetes de crèdit amb identificació per radiofreqüència.